# Assyrer (Suryoye) in der Türkei
Die Assyrer in der Türkei (syrisch ܣܘܪ̈ܝܝܐ, türkisch Türkiye Süryanileri) sind die Angehörigen von Kirchen syrischer Tradition und bilden eine besondere autochthone Gruppe innerhalb der türkischen Christen. Die Assyrer sind auch bekannt unter den Bezeichnungen Aramäer oder Chaldäer. Die eigensprachlichen Bezeichnungen der heutigen syrischen Christen lauten „Suryoye“ oder „Suroye“. Diese Benennungen haben beide ihren Ursprung im Begriff „Assyrer“. Über die symbiotische Verbindung zwischen den Begriffen „Assyrer“ und „Suryoye/Suroye“ besteht heute ein wissenschaftlicher Konsens. Die Suryoye sind in der Türkei als Minderheit nicht anerkannt. Eigentumserwerb, Bau und Erhalt ihrer Kirchen sind von jeher mit Schwierigkeiten verbunden.
Von der griechischen und der armenischen Minderheit unterscheiden sie sich durch ihren Rechtsstatus; denn im Gegensatz zu jenen sind ihre Gemeinschaften nicht durch den Vertrag von Lausanne als religiöse und ethnische Minderheit völkerrechtlich geschützt.

Der Tur Abdin gilt als historisches Siedlungsgebiet der Syrisch-orthodoxen Christen.

Die syrischen Christen gehören heute vor allem drei Kirchenorganisationen an: (1) der Syrisch-orthodoxen Kirche, (2) der Syrisch-katholischen und (3) der Chaldäisch-katholischen Kirche. Die Assyrische Kirche des Ostens besteht als Organisation in der Türkei nicht mehr; ihr früheres Zentrum Qudschanis in Hakkâri (aramäisch Akkare) ist heute ohne christliche Einwohner. Mit rund 20.000 Mitgliedern ist die Syrisch-Orthodoxe Kirche mit Abstand die größte Kirche innerhalb der assyrischen Gemeinschaft. Daneben gibt es kleinere assyrische Gemeinden, die der Chaldäisch-katholischen oder der Syrisch-katholischen Kirche angehören.

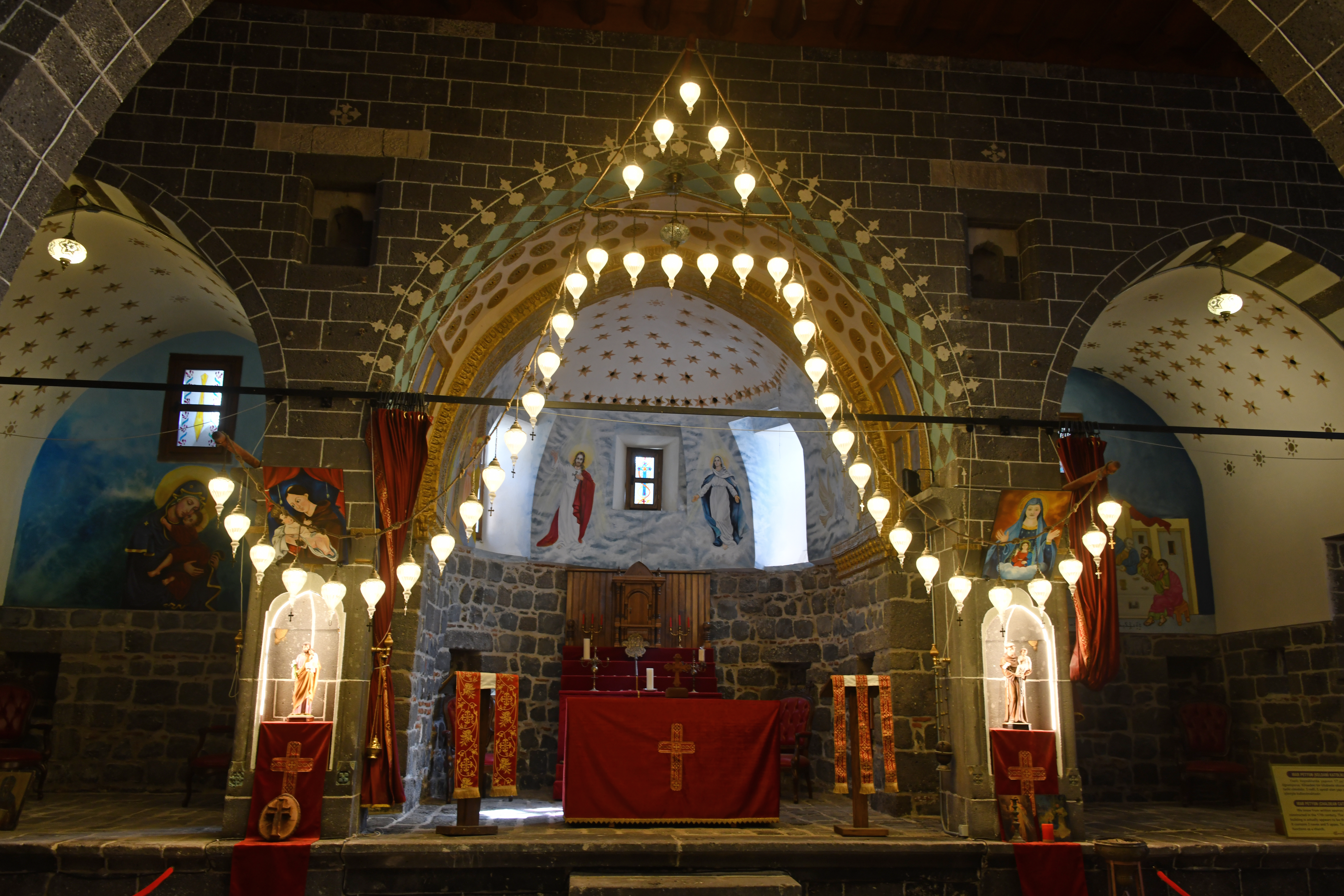
Die Chaldäisch-katholische Mar Petyun Kirche befindet sich im Stadtteil Sur von Diyarbakır. Sie wurde im 17. Jahrhundert erbaut.

## Siedlungsgebiete
Suryoye lebten hauptsächlich im Südosten und im Osten der Türkei, in Kilikien, Edessa, Mardin, Diyarbakir, im Tur Abdin und Gebirge von Hakkari. 1915 flohen die semi-autonomen Bergstämme der Assyrischen Kirche des Ostens aus ihren Siedlungen um Hakkâri und Qudschanis in die Ebene von Urmia, später in den Irak und die Diaspora. Im Schatten des osmanischen Vorgehens gegen die Armenier kam es während des Ersten Weltkriegs auch zu einer Verfolgung der übrigen Christen. Durch den Völkermord an den Assyrern und Aramäern verloren zahlreiche Angehörige der syrisch-orthodoxen und der chaldäisch-katholischen Kirche Gesundheit, Heimat oder Leben, darunter z. B. Addai Scher. Von den Überlebenden emigrierten viele 1922 und 1924 nach Syrien und in den Libanon. Der traditionell im Kloster Zafaran bei Mardin residierende syrisch-orthodoxe Patriarch von Antiochia sah sich 1924 gezwungen, die Türkei zu verlassen, und verlegte seinen Sitz nach Syrien.
Heute leben im Südosten der Türkei rund 3.000 syrisch-orthodoxe Christen, vor allem in einigen Dörfern der Landkreise Midyat, Nusaybin und İdil. Wegen der Unterdrückung und Unsicherheit sind Zehntausende ins Ausland, überwiegend nach Syrien, Europa und Amerika geflüchtet oder fanden ihre neue Heimat in Istanbul, wo heute etwa 12.000 Suryoye leben und ein syrisch-orthodoxes Bistum gegründet wurde („Patriarchalvikariat von Istanbul und Ankara“). Weitere Diözesen bestehen in Mardin (Sitz: Kloster Zafaran), Midyat (Sitz: Kloster Mor Gabriel) und Adıyaman (1925–2006 vakant, ersetzt die zwölf untergegangenen Diözesen Malatya, Elazığ, Adana, Mersin, İskenderun, Antakya, Gaziantep, Urfa, Kâhta, Genger, Venk und Siverek).
Die chaldäisch-katholische Gemeinschaft zählt nur noch etwa 8000 Mitglieder in 15 Pfarreien oder Seelsorgestationen. Für sie wurde 1966 das seit 1918 vakante Erzbistum Diyarbakir (Amida, gegründet 1553) wiederbelebt, jetzt mit Sitz in Istanbul. Für die etwa 2000 Syrisch-Katholischen besteht ein Patriarchalvikariat in Istanbul.

## Heutige Situation

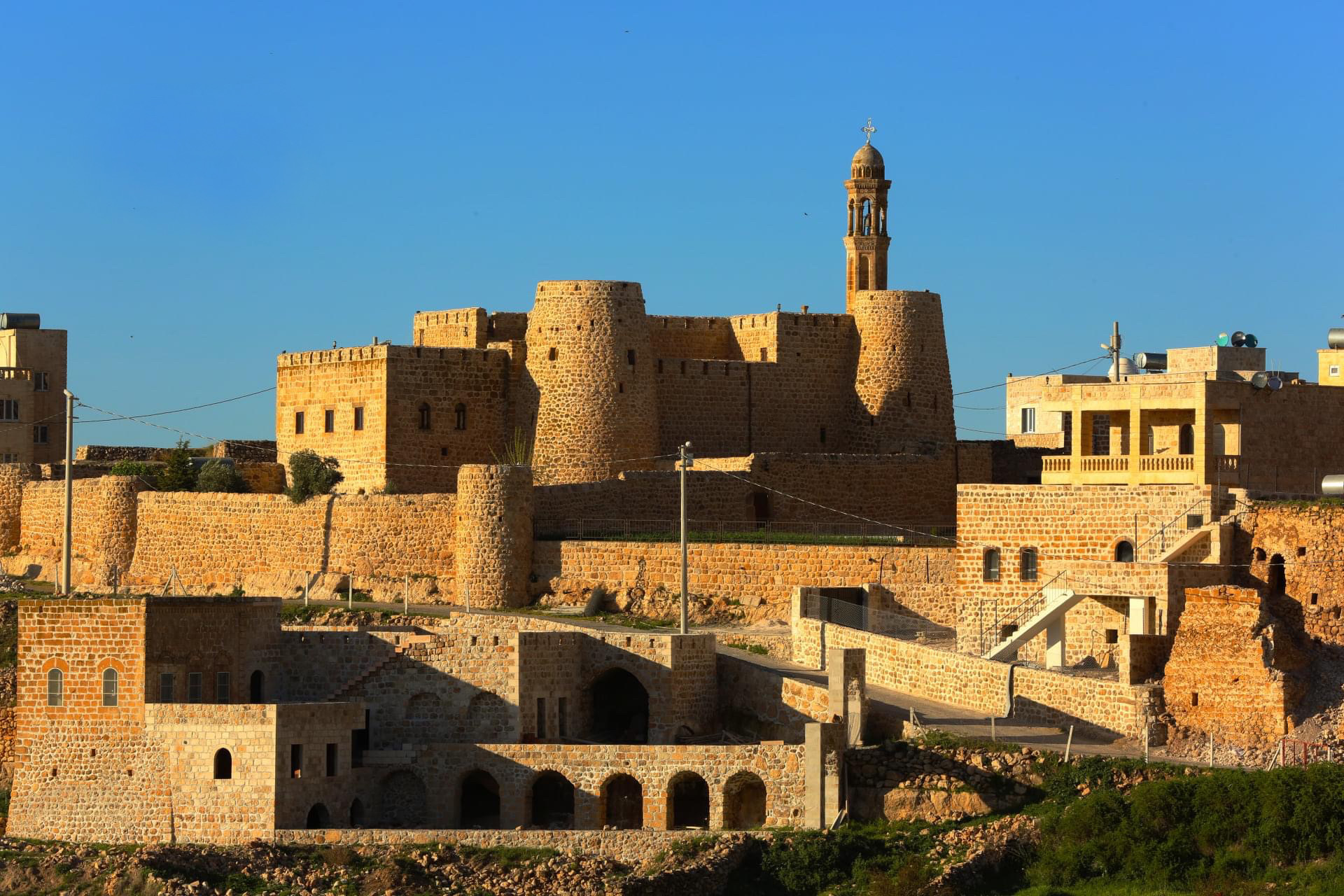
Inwardo ist ein Syrisch-orthodoxes Dorf im Landkreis Midyat der türkischen Provinz Mardin. Es wird bis heute von christlichen Assyrern bewohnt.

Auf Türkisch werden die syrischen Christen „Süryaniler“ (von syr. Suryoyo, syrischer Christ) genannt. Im Tur Abdin wird heute noch ein aramäischer Dialekt, das Turoyo, gesprochen. An der Mardin Artuklu Üniversitesi in Mardin wurden jüngst am Institut für lebende Sprachen Lehrstühle für die kurdische und die aramäische Sprache und Literatur eingerichtet.
Lange litten die syrischen Christen unter den Auseinandersetzungen zwischen türkischem Militär und der kurdischen PKK. Die PKK hatte sich in den Südosten der Türkei, der Heimat der Suryoye, zurückgezogen. Durch die ständigen Angriffe der PKK auf türkisches Militär und die Operationen des türkischen Militärs im Südosten wurden auch die Suryoye zu Opfern der Angriffe. So gerieten sie bis Ende 2012 zwischen die Fronten, da beide Parteien die Suryoye der Unterstützung des jeweils anderen bezichtigten.

## Enteignungen

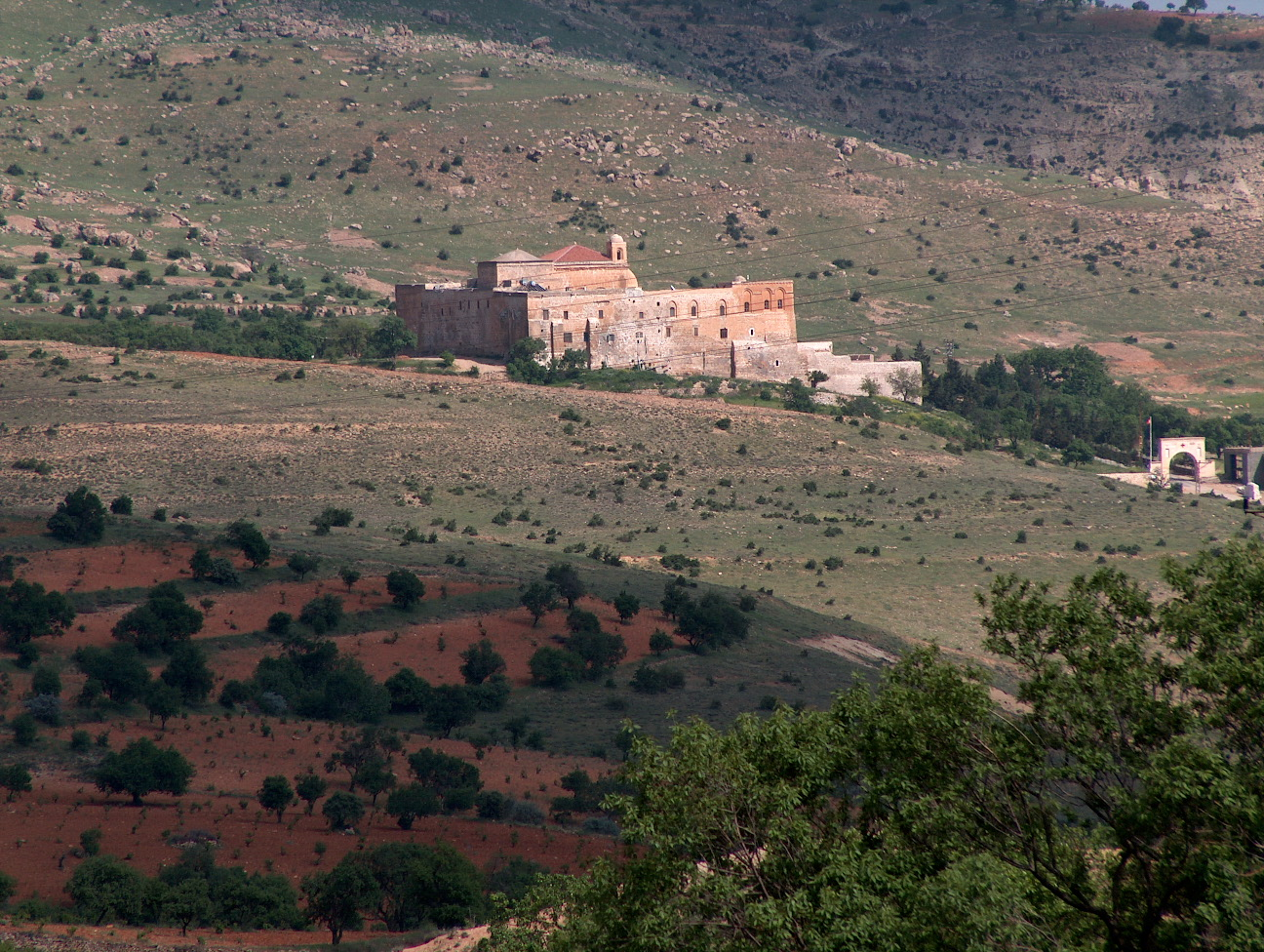
Das Mor Hananyo Kloster ist ein bedeutendes Syrisch-orthodoxes Kloster außerhalb von Mardin. Es war von ca. 1160 bis 1932 der Hauptsitz der Syrisch-orthodoxen Kirche. Heute ist es Sitz des Bischofs der Diözese Mardin, zu der auch Diyarbakır gehört.

Im Juni 2017 wurde bekannt, dass der türkische Staat in einer Enteignungsoperation mindestens 50 frühchristliche Kirchen, Klöster, Friedhöfe, umfangreiche Ländereien sowie Monumente beschlagnahmt und die Kirchen als „Gotteshäuser“ dem staatlichen, sunnitischen Religionsamt Diyanet überschrieben hatte. Die Bauten sind damit möglicherweise der Zerstörung oder Umwandlung in Moscheen ausgeliefert.
Bei den Wahlen am 12. Juni 2011 wurde der chaldäisch-katholische Christ Erol Dora als Abgeordneter der Kurdenpartei BDP ins Türkische Parlament gewählt, als der erste christliche Abgeordnete seit mehr als einem halben Jahrhundert in der Türkischen Republik.